# Megaloceroea recticornis

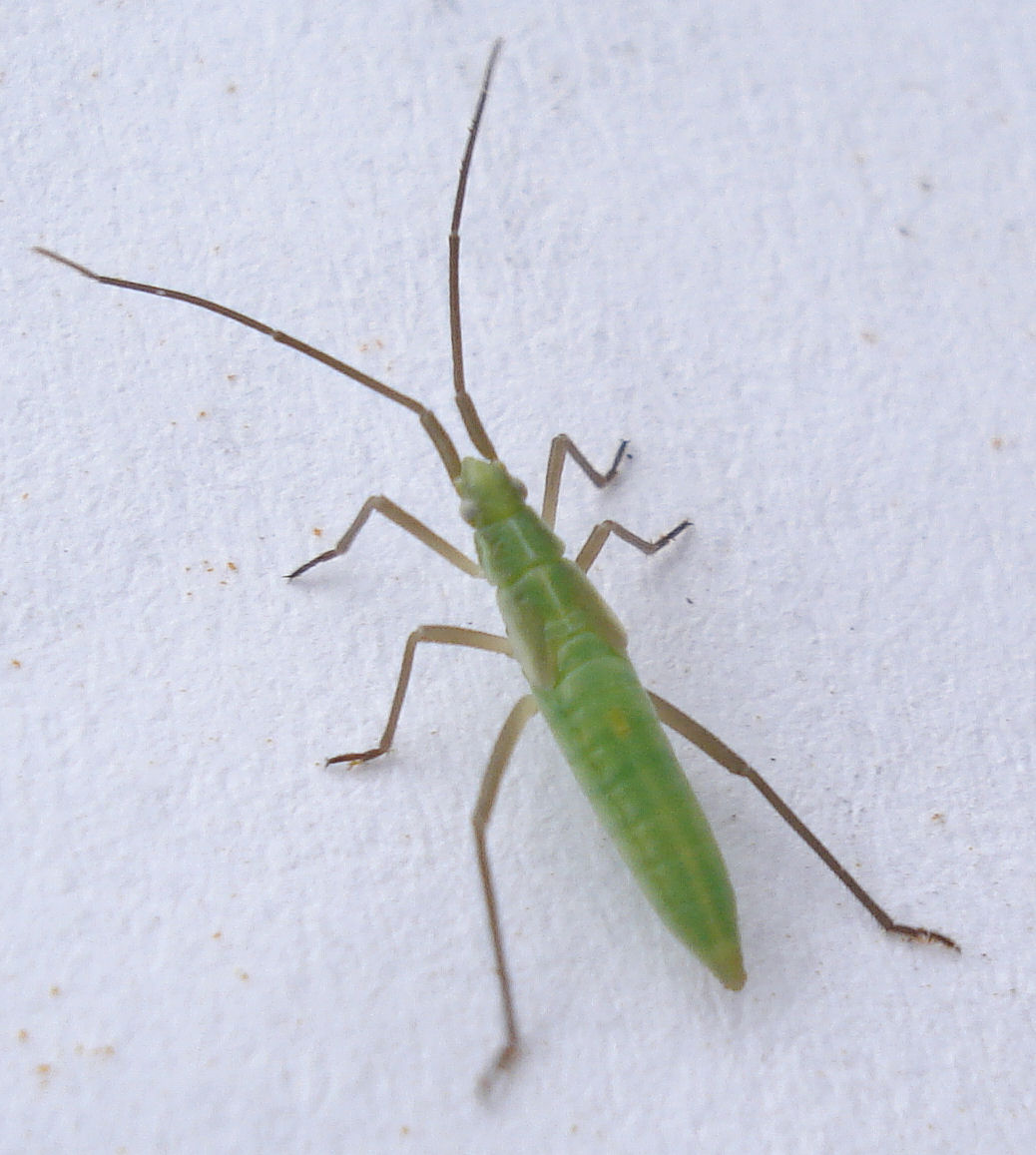
Nymphe

Megaloceroea recticornis ist eine Wanzenart aus der Familie der Weichwanzen (Miridae) und auch unter dem Namen Große Graswanze bekannt.

## Merkmale
Die Wanzen werden 7,9 bis 10,2 Millimeter lang. Sie haben einen langgestreckten, strohgelben bis grünen Körper, längs liegende Gruben zwischen den Facettenaugen und extrem lange Fühler, bei denen das erste Segment alleine nahezu gleich lang ist wie der Kopf und das Pronotum zusammen. Charakteristisch für die Art sind außerdem die sehr langen, schlanken Hinterbeine. Die Tarsen sind alle dunkel. Anders als bei Notostira elongata sind die Tibien und das erste Fühlerglied mit kurzen, stacheligen Härchen versehen. Die Nymphen sind grün und tragen zwei braune Binden am Thorax.

## Vorkommen und Lebensraum
Die Art ist in Europa mit Ausnahme von weiten Teilen Skandinaviens, südlich bis Nordafrika und östlich bis Westsibirien und über Kleinasien in die Kaspische Region und den Iran verbreitet. Sie wurde durch den Menschen in Nordamerika, Japan und Neuseeland eingeschleppt. In Deutschland und Österreich ist die Art weit verbreitet und in der Regel häufig, sie ist insbesondere südlich der Mittelgebirge und im Osten häufig. Besiedelt werden leicht feuchte bis trockene, nährstoffreiche, ungemähte Graslebensräume, die sowohl offen, als auch beschattet sein können, darunter beispielsweise Ruderalflächen, Weg- und Waldränder, Waldwiesen, Uferstreifen, lichte Wälder und ähnliches.

## Lebensweise
Die Wanzen leben besonders an hochwachsenden Gräsern wie beispielsweise an Fuchsschwanzgräsern (Alopecurus), Arrhenatherum, Zwenken (Brachypodium), Schwingeln (Festuca), Reitgräsern (Calamagrostis) oder Gerste (Hordeum). Sowohl die Nymphen, als auch die adulten Wanzen saugen vor allem an den Blättern der Gräser. Die Überwinterung erfolgt als Ei. Die Nymphen schlüpfen ab Mai, in Juni und selten auch schon im Mai treten bereits die adulten Wanzen auf. Diese stechen ihre Eier im Juli und August in die Stängel der Wirtspflanzen ein. Ab Anfang September beginnen die Imagines abzusterben.

## Belege